# Universidad Autónoma de Tlaxcala
La Universidad Autónoma de Tlaxcala (UATx) es una institución de educación superior mexicana de carácter autónomo, cuya sede se localiza en la ciudad de Tlaxcala de Xicohténcatl, capital del estado de Tlaxcala. Es la máxima casa de estudios de dicho estado.

## Historia
La Universidad Autónoma de Tlaxcala se fundó el 20 de noviembre de 1976. El Congreso del Estado Libre y Soberano de Tlaxcala, a través del Decreto n.º 95. El entonces Presidente de la República, Luis Echeverría Álvarez  acudió el 29 de noviembre de 1976 a colocar la primera piedra del edificio de rectoría de la universidad.

## Órgano de gobierno

### Honorable Consejo Universitario
Es la Suprema Autoridad de la Institución, sus resoluciones son obligatorias y sólo podrán ser revocadas, modificadas o adicionadas por el propio Consejo. Sus resoluciones son consignadas en las Actas de Sesión de Consejo. Está encabezado por el rector de la Universidad, quien funge como presidente dentro del Honorable Consejo Universitario

## Certificados
- Latin American Quality Institute (México Quality Certification 2014)
- Business Management Awards (Certificación internacional 2014)
- Latin American Quality Institute (Quality educacional – Institucional Leader 2013)
- Latin American Quality Institute (Global Quality Certification 2013)
- Organización Continental de Excelencia Educativa (Certificado en Alta Dirección Educativa, 2013)
- Organización Continental de Excelencia Educativa (Certificado como miembro Preferencial, 2013)
- Organización Continental de Excelencia Educativa (Certificado de alta calidad 2012)

## Rectores
- Luis Carvajal Espino (1976 - 1982)
- Moisés Barceinas Paredes (1982 - 1983)
- Héctor Israel Ortiz Ortiz (1983 - 1987)
- Héctor Vázquez Galicia (1988 - 1991)
- Juan Méndez Vázquez (1992 - 1995)
- Alfredo Vázquez Galicia (1996 - 1999)
- Héctor Israel Ortiz Ortiz (1999 - 2000)
- Eugenio Romero Melgarejo (2000)
- René Grada Yautentzi (2000 -2004)
- Sandino Leonel Lelis Sánchez (2004 - 2005)
- Serafín Ortiz Ortiz (2005 - 2011)
- Víctor Job Paredes Cuahquentzi (2011 – 2014)
- Rubén Reyes Córdoba (2014 - 2018)
- Luis Armando González Placencia (2018 - 2022)
- Serafín Ortiz Ortiz (2022 - Actualidad)

## Identidad

### Escudo
El escudo fue diseñado en 1977 por el arquitecto Donaciano Blanco Flores, de acuerdo a los antecedentes históricos que trascienden del estado de Tlaxcala.
- Los colores tradicionales del estado de Tlaxcala son el rojo y el blanco, los cuales fueron usados por Xicohténcatl en sus estandartes.
- La Garza es el símbolo de Xicoténcatl y del propio estado de Tlaxcala.
- Los dos brazos, que emergen de la garza, representan la unidad, esfuerzo del pueblo tlaxcalteca, las cuales emanan de un libro que representa la técnica y el conocimiento.
- Sobre la garza y los dos brazos se encuentra el estado de Tlaxcala y, por debajo de ellos, el lema de la universidad “Por la Cultura, a la Justicia Social”
- Todo el escudo está coronado por el nombre de la Institución.

## Membresías y acreditaciones
- ANUIES: Asociación Nacional de Universidades e Instituciones de Enseñanza Superior
- CUMEX: Consorcio de Universidades Mexicanas
- ECOSAD: Espacio Común de Educación Superior a Distancia
- CONACYT: Consejo Nacional de Ciencia y Tecnología
- SEP: Secretaría de educación pública
- CONAHEC: Consorcio para la Colaboración de la Educación Superior en América del Norte

## Egresados Notables
- Lorena Cuéllar
- Florentino Domínguez Ordóñez
- Minerva Hernández Ramos
- Martha Palafox Gutiérrez
- Oscar González-Flores
- Isolda Dosamantes
- María de Jesús Rovirosa-Hernández
- Eduardo Vega-Alvarado
- Héctor Israel Ortiz Ortiz
- Ana Lilia Rivera Rivera
- Fernando Bernal Salazar

## Centros de investigación
- CICB - Centro de Investigación de Ciencias Biológicas
- CICA - Centro de Investigación en Ciencias Administrativas
- CIGyA - Centro de Investigación en Genética y Ambiente
- CIRA - Centro de Investigación en Reproducción Animal
- CIISDER - Centro de Investigaciones Interdisciplinarias Sobre Desarrollo Regional
- CIJUREP - Centro de Investigaciones Jurídico-Políticas
- CTBC - Centro Tlaxcala de Biología de la Conducta

## Convenios
La Universidad Autónoma de Tlaxcala hoy en día tiene diversos convenios con universidad extranjeras. Donde envía y recibe año con año una cantidad importante de alumnos.

## Oferta educativa

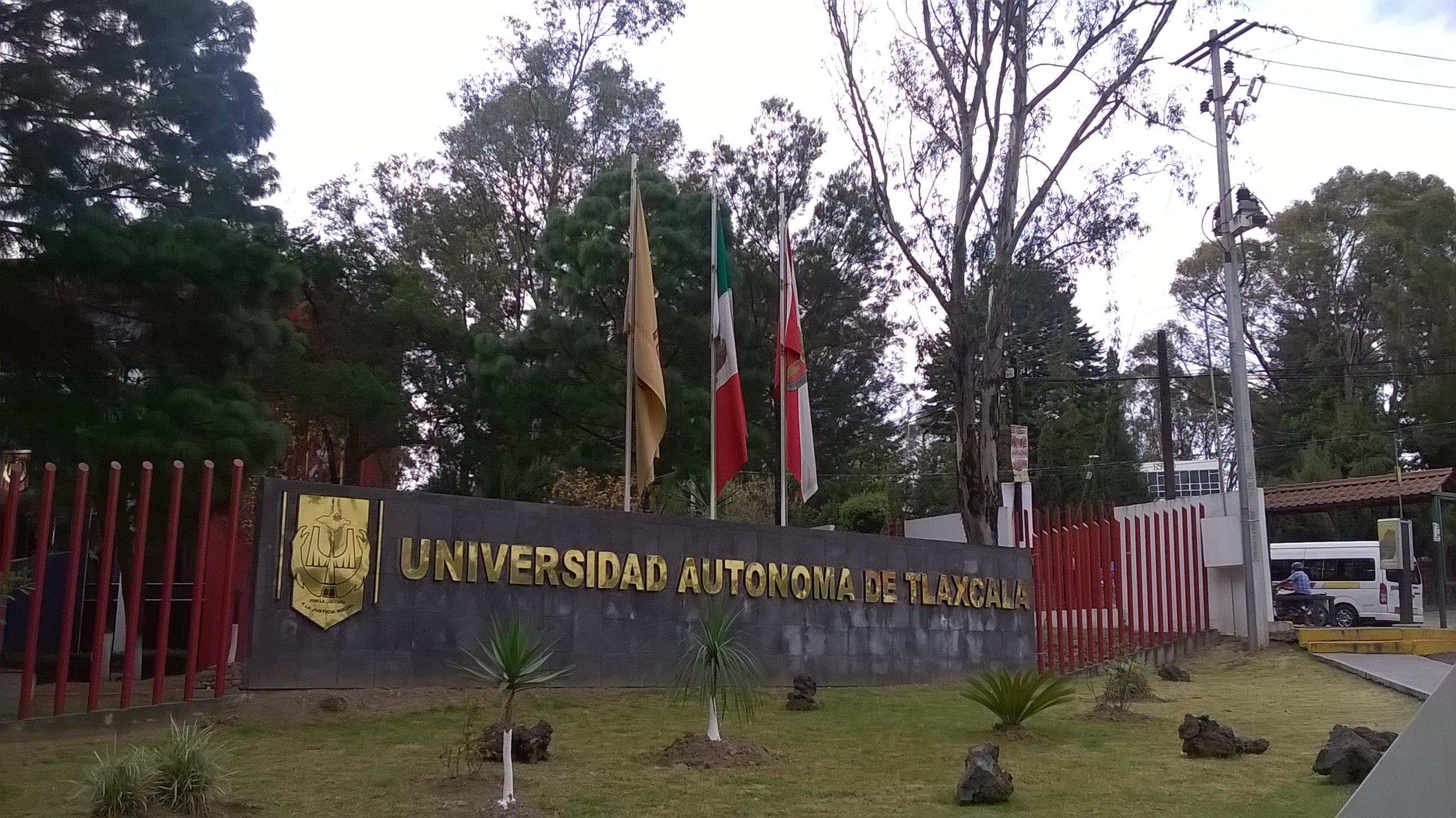
Rectoría

La Universidad Autónoma de Tlaxcala ofrece 42 licenciaturas, 2 especialidades, 36 maestrías y 11 doctorados.

### Licenciaturas
Facultad de Agrobiología
- Licenciatura en Biología
- Licenciatura en Ciencias Ambientales
- Licenciatura en Medicina Veterinaria y Zootecnia
- Licenciatura en Naturopatía Médica

Facultad de Ciencias Básicas Ingeniería y Tecnología
- Licenciatura en Ingeniería en Computación
- Licenciatura en Ingeniería en Sistemas Electrónicos
- Licenciatura en Ingeniería Mecánica
- Licenciatura en Ingeniería Química
- Licenciatura en Matemáticas Aplicadas
- Licenciatura en Química Industrial

Facultad de Ciencias de la Educación
- Licenciatura en Ciencias de la Educación
- Licenciatura en Comunicación e Innovación Educativa

Facultad de Ciencias de la Salud
- Licenciatura en Enfermería
- Licenciatura en Enfermería y Obstetricia
- Licenciatura en Fisioterapia
- Licenciatura en Médico Cirujano
- Licenciatura en Nutrición
- Licenciatura en Química Clínica

Facultad de Ciencias Económico Administrativas
- Licenciatura en Administración
- Licenciatura en Contaduría Pública
- Licenciatura en Negocios Internacionales

Facultad de Ciencias para el Desarrollo Humano
- Licenciatura en Atención Integral al Adulto Mayor
- Licenciatura en Ciencias de la Familia
- Licenciatura en Educación Especial

Facultad de Derecho, Ciencias Políticas y Criminología
- Licenciatura en Ciencias Políticas y Administración Pública
- Licenciatura en Criminología
- Licenciatura en Derecho

Facultad de Diseño, Arte y Arquitectura
- Licenciatura en Arquitectura
- Licenciatura en Artes Visuales
- Licenciatura en Diseño Automotriz
- Licenciatura en Diseño Textil

Facultad de Filosofía y Letras
- Licenciatura en Antropología
- Licenciatura en Enseñanza de Lenguas
- Licenciatura en Filosofía
- Licenciatura en Historia
- Licenciatura en Lengua y Literatura Hispanoamericana
- Licenciatura en Lenguas Modernas Aplicadas
- Licenciatura en Literatura Hispanoamericana

Facultad de Odontología
- Licenciatura en Cirujano Dentista

Facultad de Trabajo Social, Sociología y Psicología
- Licenciatura en Trabajo Social
- Licenciatura en Sociología
- Licenciatura en Psicología
- Licenciatura en Psicoterapia

Unidad Académica Multidisciplinaria campus Calpulalpan
- Licenciatura en Administración
- Licenciatura en Ciencias de la Educación
- Licenciatura en Ciencias Políticas y Administración Pública
- Licenciatura en Contaduría Pública
- Licenciatura en Criminología
- Licenciatura en Derecho
- Licenciatura en Enseñanza de Lenguas
- Licenciatura en Ingeniería en Computación
- Licenciatura en Lenguas Modernas Aplicadas
- Licenciatura en Psicología

Unidad Académica Multidisciplinaria campus Teacalco
- Licenciatura en Ciencias Ambientales
- Licenciatura en Ciencias Políticas y Administración Pública
- Licenciatura en Derecho
- Licenciatura en Psicología
- Licenciatura en Psicoterapia
- Licenciatura en Trabajo Social

### Especialidades
Facultad de Odontología
- Especialidad en Endodoncia
- Especialidad en Estomatología Pediátrica

### Maestrías
Centro de Investigación en Ciencias Administrativas
- Maestría en Administración
- Maestría en Administración Tributaria
- Maestría en Negocios Internacionales

Centro de Investigación en Genética y Ambiente
- Maestría en Ciencias Ambientales
- Maestría en Ciencias en Sistemas del Ambiente

Centro de Investigaciones Interdisciplinarias sobre Desarrollo Regional
- Maestría en Análisis Regional

Centro de Investigaciones Jurídico-Políticas y Estudios de Posgrado
- Maestría en Administración Pública Estatal y Municipal
- Maestría en Argumentación Jurídica
- Maestría en Derecho Constitucional y Amparo
- Maestría en Derecho Constitucional y Procesal Constitucional
- Maestría en Derecho Fiscal
- Maestría en Derecho Penal

Centro Tlaxcala de Biología de la Conducta
- Maestría en Ciencias Biológicas

Facultad de Agrobiología
- Maestría en Producción Animal

Facultad de Ciencias Básicas Ingeniería y Tecnología
- Maestría en Ciencias de la Calidad
- Maestría en Ciencias en Ingeniería Química
- Maestría en Ciencias en Sistemas Computacionales y Electrónicos
- Maestría en Ingeniería de Software
- Maestría en Uso y Gestión de Tecnologías de la Información y las Comunicaciones

Facultad de Ciencias de la Educación
- Maestría en Docencia, Investigación e Innovación Educativa
- Maestría en Educación

Facultad de Ciencias de la Salud
- Maestría en Ciencias de la Salud Pública
- Maestría en Enfermería

Facultad de Ciencias para el Desarrollo Humano
- Maestría en Educación Especial
- Maestría en Terapia Familiar

Facultad de Derecho, Ciencias Políticas y Criminología
- Maestría en Derecho Constitucional y Amparo
- Maestría en Derecho Penal

Facultad de Filosofía y Letras
- Maestría en Historia
- Maestría en Lenguas Modernas y Estudios del Discurso

Facultad de Trabajo Social, Sociología y Psicología
- Maestría en Ciencias Sociales
- Maestría en Trabajo Social
- Maestría en Estudios de Género

Unidad Académica Multidisciplinaria
- Maestría en Educación

### Doctorado
Centro de Investigación de Ciencias Biológicas
- Doctorado en Ciencias Naturales

Centro de Investigaciones Interdisciplinarias sobre Desarrollo Regional
- Doctorado en Estudios Territoriales

Centro de Investigación en Ciencias Administrativas
- Doctorado en Ciencias Administrativas

Centro de Investigación en Genética y Ambiente
- Doctorado en Ciencias Ambientales

Centro de Investigaciones Jurídico-Políticas y Estudios de Posgrado
- Doctorado en Derecho

Centro Tlaxcala de Biología de la Conducta
- Doctorado en Ciencias Biológicas

Facultad de Ciencias Básicas Ingeniería y Tecnología
- Doctorado en Ciencias en Ingeniería Química
- Doctorado en Ciencias en Sistemas Computacionales y Electrónicos

Facultad de Ciencias de la Educación
- Doctorado en Educación

Facultad de Ciencias para el Desarrollo Humano

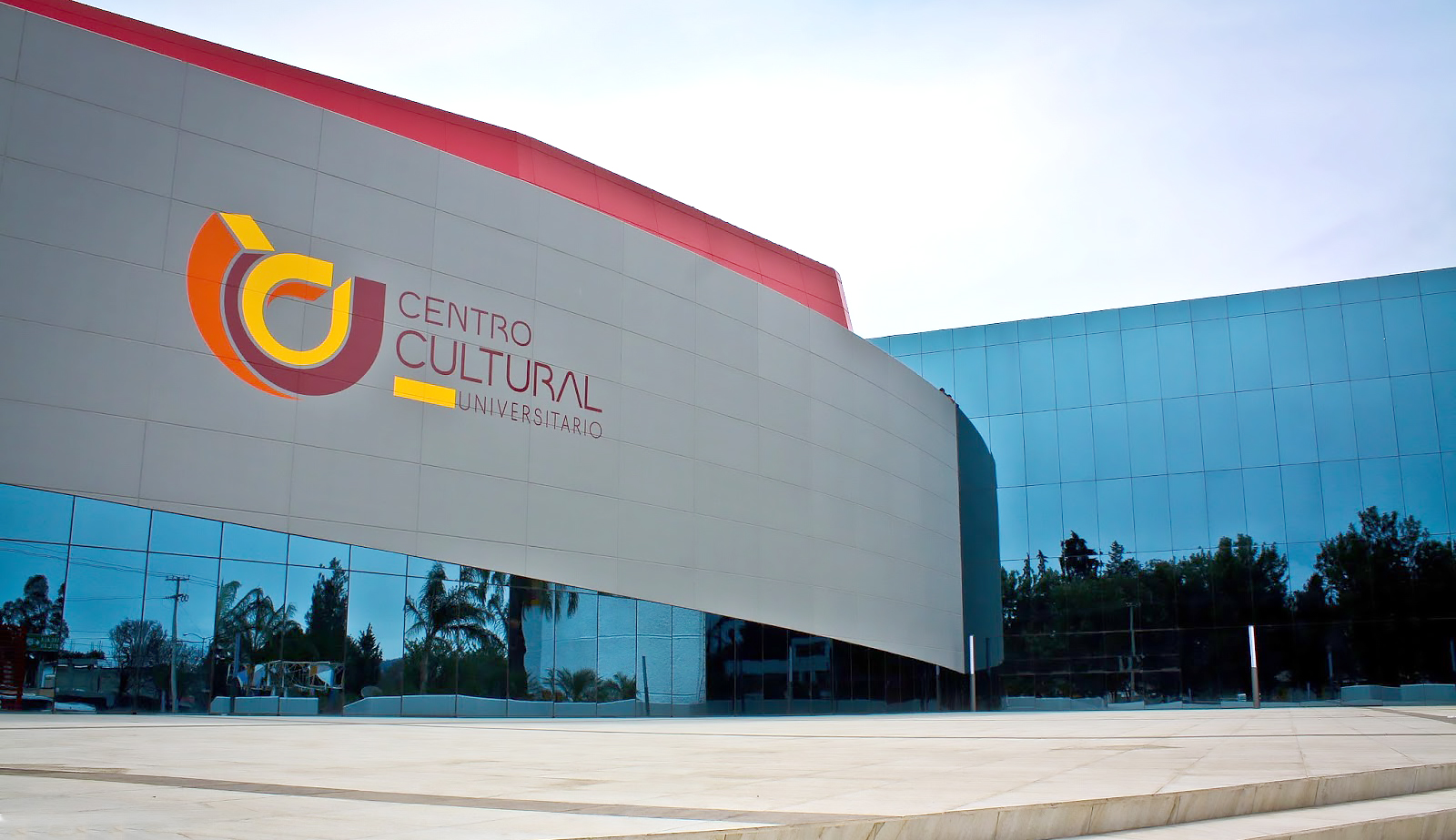

- Doctorado en Educación Especial
- Doctorado en Familia

## Centro Cultural Universitario
El Centro Cultural Universitario es un recinto cultural administrado por la Universidad Autónoma de Tlaxcala, ubicado en la entrada sur de la ciudad de Tlaxcala, forma parte de la Red de Casas y Centros Culturales de México. Se trata de un espacio cultural multidisciplinario que ofrece actividades en  diversos formatos tales como conciertos, obras de teatro así como congresos de interés universitario.

## Instalaciones
La Universidad se divide por áreas acorde a su ubicación geográfica, tanto en la ciudad de Tlaxcala de Xicohténcatl como en el resto del estado de Tlaxcala. La UATx se encuentra distribuida a lo largo de los siguientes municipios tlaxcaltecas:
- Tlaxcala de Xicoténcatl - Facultad de Odontología y Facultad de Derecho , Ciencias Políticas y Criminología , Facultad de Ciencias Económico Administrativas , Facultad de Ciencias para el Desarrollo Humano y Facultad de Trabajo Social, Sociología y Psicología.
- Ocotlán - Facultad de Ciencias de la Educación y Facultad de Filosofía y Letras
- Contla de Juan Cuamatzi - Facultad de Diseño, Arte y Arquitectura
- Tlaxco -  Facultad de Agrobiología
- San Pablo del Monte -  Unidad Académica Multidisciplinaria campus San Pablo del Monte
- Huamantla - Medicina Veterinaria Y Zootecnia
- Zacatelco - Facultad de Ciencias de la Salud
- Teacalco - Unidad Académica Multidisciplinaria campus Teacalco
- Apizaco - Facultad de Ciencias Básicas Ingeniería y Tecnología
- Ixtacuixtla - Facultad de Agrobiología
- Calpulalpan - Unidad Académica Multidisciplinaria campus Calpulalpan

## Clasificaciones académicas
- MEXTUDIA RANKING 2021

| url=https://mextudia.com/rankings/mextudia/
| Categoría | Posición |
| Nacional  | 35       |

- Aprendelo RANKING 2022

| url=https://aprendelo.org/mejores-universidades-de-mexico/
| Categoría | Posición |
| Nacional  | 71       |

- QS University Ranking 2021

| url=https://www.webometrics.info/es/Latin_America_es/M%C3%A9xico
| Categoría | Posición |
| Mundial   | 4317     |
| América   | 356      |
| Nacional  | 47       |

## Fundación UATx
La fundación UATx, es una organización no lucrativa constituida el 3 de agosto de 2006, con la intención de brindar apoyo económico a estudiantes de la Universidad Autónoma de Tlaxcala en situación de vulnerabilidad.